# Phaea kaitlinae
Phaea kaitlinae là một loài bọ cánh cứng trong họ Cerambycidae.